# Helicopsyche palpalis
Helicopsyche palpalis är en nattsländeart som först beskrevs av Georg Ulmer 1910.  Helicopsyche palpalis ingår i släktet Helicopsyche och familjen Helicopsychidae. Inga underarter finns listade i Catalogue of Life.